# Schwarzbauch-Höschenkolibri
Der Schwarzbauch-Höschenkolibri (Eriocnemis nigrivestis) oder manchmal auch Schwarzbrust-Schneehöschen ist eine Vogelart aus der Familie der Kolibris (Trochilidae). Die Art ist endemisch in Ecuador. Der Bestand wird von der IUCN als „stark gefährdet“ (endangered) eingeschätzt.

## Merkmale
Der Schwarzbauch-Höschenkolibri erreicht eine Körperlänge von etwa 9 cm, wobei der kurze gerade schwarze Schnabel 1,5 cm und der leicht gegabelte dunkel stahlblaue Schwanz 3,5 cm lang ist. Die Männchen haben eine schwärzliche Unterseite mit violettblauer Kehle und Unterschwanzdecken. An den Füßen befinden sich weiße Federbäusche. Die Oberseite der Weibchen schimmert bronzegrün, was an Bürzel und Oberschwanzdecken in eine bläulich grüne Färbung übergeht. Die Unterseite ist goldengrün mit einem blassen Blau am Kinn. Die Unterschwanzdecken und Beinbüschel sind wie beim Männchen.

## Verhalten
Zur Nahrungsaufnahme suchen Schwarzbauch-Höschenkolibris vorzugsweise die zu den Rötegewächsen gehörende Art Palicourea amethystina auf, doch gehören auch die Blüten von Gebüsch, Kräutern und Reben zu ihren Nahrungsquellen. Bei einer Studie zur Ökologie der Art flogen Schwarzbauch-Höschenkolibris die zu den Heidekrautgewächsen gehörende Art Macleania macrantha, Thibaudia floribunda, Disterigma acuminatum, die zu den Myrtenartigen gehörende Art Miconia hymenanthera, die zu den Fuchsien gehörende Art Fuchsia sylvatica und Arten der Gattung Rubus an. Zu den angeflogenen Reben gehörten die zu den Gesneriengewächsen gehörende Art Heppiella ampla, die zu den Rötegewächsen gehörende Art  Manettia recurva, die zu den Glockenblumengewächsen gehörende Gattung Burmeistera und die zu den Kapuzinerkressen gehörende Art Tropaeolum pubescens. Außerdem wurden Schwarzbauch-Höschenkolibris an Miconia corymbiformis und an der zu den Brechsträucher gehörenden Art Psychotria uliginosa beobachtet. Meist holen sie sich ihren Nektar direkt über den Eingang der Blüten. Die Blüten sind etwa so lang wie der Schnabel der Schwarzbauch-Höschenkolibris. Gelegentlich bohren sie die Blüten an oder nutzen Löcher, die der Stahlhakenschnabel (Diglossa lafresnayii) bereits gemacht hat.

## Lautäußerungen
Der Gesang hört sich wie ein monotones metallisches tsit, tsit, tsit... an.

## Verbreitung und Lebensraum

Verbreitungsgebiet (grün) des Schwarzbauch-Höschenkolibris

Schwarzbauch-Höschenkolibris bewegen sich an grasbedeckten Hängen mit verkrüppelten Bergwäldern mit Blaubeergestrüpp und Heidekräutern. Die Männchen ziehen außerhalb der Brutsaison in höhere Lagen. Die Art kommt in Höhenlagen zwischen 1700 und 3500 Metern vor. Sie sind nur sehr begrenzt am Pichincha und Atacazo und eventuell am Imbabura vorhanden. Es gibt nur wenige Berichte über das Vorkommen in den zu den Vulkanen angrenzenden Berggebieten.

## Etymologie und Forschungsgeschichte
Jules Bourcier und Étienne Mulsant beschrieben den Schwarzbauch-Höschenkolibri unter dem Namen Trochilus nigrivestis. Das Typusexemplar stammte aus Tumbaco. 1849 führte Heinrich Gottlieb Ludwig Reichenbach die neue Gattung Eriocnemis ein, der erst später auch der Schwarzbauch-Höschenkolibri zugeordnet wurde. Dieser Name leitet sich von den griechischen Wörtern ἔριον érion für „Wolle“ und κνημίς knēmī́s für „Manschette, Beinschiene“ ab. Der Artname setzt sich aus den lateinischen Worten niger für „schwarz“ und vestis für „Gewand“ zusammen.